# Метод Комински
«Метод Комински» (англ. The Kominsky Method) — американский комедийный веб-сериал, созданный Чаком Лорри. Его премьера состоялась 16 ноября 2018 года на стриминговой платформе Netflix. В главных ролях снялись Майкл Дуглас, Алан Аркин, Сара Бейкер, Нэнси Трэвис, Пол Райзер и Кэтлин Тёрнер. Второй сезон вышел 25 октября 2019 года, а третий и последний — 28 мая 2021 года.

## Сюжет
Сериал рассказывает о Сэнди Комински — актёре, который много лет назад добился успеха в Голливуде, а теперь преподаёт актёрское мастерство.

## Актёры и персонажи

### В главных ролях
- Майкл Дуглас — Сэнди Комински, руководитель актёрской студии в Голливуде
- Алан Аркин — Норман Ньюлендер, агент и лучший друг Сэнди (сезоны 1—2)
- Сара Бейкер — Минди, дочь Сэнди, которая управляет актёрской студией вместе с отцом
- Нэнси Трэвис — Лиза, разведённая женщина, которая берёт уроки актёрского мастерства у Сэнди (сезоны 1—2)
- Пол Райзер — бойфренд Минди (сезон 3; повторяющаяся роль в сезоне 2)
- Кэтлин Тёрнер — доктор Роз Воландер, бывшая жена Сэнди (сезон 3; повторяющаяся роль в сезоне 2)

### Второстепенный состав
- Мелисса Танг[англ.] — Маргарет, ученица актёрской студии Комински
- Дженна Люнг Адамс — Даршани, ученица актёрской студии Комински
- Грэм Роджерс — Джуд, ученик актёрской студии Комински
- Кейси Браун — Лейн, ученик актёрской студии Комински
- Эшли Латроп — Бриана, ученица актёрской студии Комински
- Эмили Осмент — Тереза, ученица актёрской студии Комински
- Сьюзан Салливан — Айлин, жена Нормана, на которой он женат 46 лет (сезоны 1—2)
- Лиза Эдельштейн — Фиби, дочь Нормана, которая борется с зависимостью от таблеток
- Рамон Иларио — официант Алекс
- Седрик Бегли — Мэтью, сын Лизы (сезон 1)
- Ануш Неварт — Розами, домработница Нормана (сезон 1)
- Энн-Маргрет — Дайана, подруга Нормана (сезон 1)
- Джейн Сеймур — Мэдлин, любовь Нормана из прошлого (сезоны 2—3)
- Хэйли Джоэл Осмент — Робби, сын Фиби (сезоны 2—3)

### Приглашённые актёры
- Джей Лено — камео («Глава 2: Агент скорбит»)
- Патти Лабелль — камео («Глава 2: Агент скорбит»)
- Джейсон Кравиц[англ.] — Вуди Литтлхейлс («Глава 2: Агент скорбит»)
- Дэнни Де Вито — доктор Векслер, уролог («Глава 3: Увеличение простаты»), («Глава 5: Агент с головой в заднице»)
- Корбин Бернсен — камео («Глава 3: Увеличение простаты»)
- Джордж Уайнер[англ.] — раввин («Глава 3: Увеличение простаты»)
- Элизабет Сун[англ.] — миссис Лю («Глава 3: Увеличение простаты»)
- Рекс Линн — Эд («Глава 4: Кегель скрипит»)
- Эллиот Гулд — камео («Глава 5: Агент с головой в заднице»)
- Лорен Уидман[англ.] — режиссёр («Глава 5: Агент с головой в заднице»)
- Джоселин Таун[англ.] — Джанин («Глава 5: Агент с головой в заднице»), «Глава 17. Во всех давно знакомых местах»
- Ази Тесфаи[англ.] — Линда («Глава 3: Увеличение простаты»), («Глава 5: Агент с головой в заднице»)
- Эдди Мани — камео («Глава 6: Детокс для дочери»)
- Джеффри Д. Самс[англ.] — Артур («Глава 7. Обязательство гнетёт»)
- Уильям Белли[англ.] — Черри («Глава 8. Вдова интересуется»)
- Лэйни Казан — бабушка Нормана («Глава 8: Вдова приближается»)
- Боб Оденкерк — доктор Шенкман («Глава 13: Уловки Шенкмана»)
- Эллисон Дженни  — камео («Глава 16. Появление тэтана»)
- Морган Фримен  — камео («Глава 20. Круглые носки высоких ботинок»)

## Обзор сезонов
| Сезон | Сезон | Эпизоды | Оригинальная дата выхода |
| ----- | ----- | ------- | ------------------------ |
|       | 1     | 8       | 16 ноября 2018           |
|       | 2     | 8       | 25 октября 2019 года     |
|       | 3     | 6       | 28 мая 2021 года         |

## Эпизоды

### Сезон 1 (2018)
| № общий | № в сезоне | Название                                                            | Режиссёр            | Автор сценария                           | Дата премьеры  |
| --- | ---------- | ------------------------------------------------------------------- | ------------------- | ---------------------------------------- | -------------- |
| 1 | 1          | «Глава 1. Актёр избегает» «Chapter 1: An Actor Avoids»              | Чак Лорри           | Чак Лорри                                | 16 ноября 2018 |
| Сэнди Комински и его дочь Минди управляют маленькой актёрской студией в Голливуде. В новой группе учеников оказывается Лиза, разведённая дама средних лет, которую Сэнди приглашает на свидание. Сэнди встречается со своим хорошим другом и агентом Норманом, который сообщает Сэнди плохие новости о том, что телеканал CBS отдал его роль в новом ситкоме Лудакрису. По настоянию Минди Сэнди навещает Нормана дома и видится с его женой Айлин, которая борется с раком. Свидание Сэнди и Лизы прерывает тревожный звонок Минди. |            |                                                                     |                     |                                          |                |
| 2 | 2          | «Глава 2. Агент горюет» «Chapter 2: An Agent Grieves»               | Энди Теннант        | Чак Лорри                                | 16 ноября 2018 |
| После смерти Айлин Сэнди привозит скорбящего Нормана из больницы домой. На следующее утро Норман принимается выполнять указания Эйлин насчёт организации её похорон и просит Сэнди помочь. Сэнди пытается раздобыть гроб из коряги и обеспечить присутствие на похоронах Леди Мармелад, Джея Лено и Барбры Стрейзанд. На церемонии прощания с Айлин с опозданием прибывает неожиданный гость — дочь Нормана и Айлин Фиби, которая страдает от лекарственной зависимости. |            |                                                                     |                     |                                          |                |
| 3 | 3          | «Глава 3. Простата увеличивается» «Chapter 3: A Prostate Enlargess» | Дональд Петри       | Чак Лорри и Эл Хиггинс                   | 16 ноября 2018 |
| После похорон матери Фиби продолжает позорить себя перед окружающими, Норман получает предложение об утешении от своей подруги Дайана, а Лиза и Минди замечают, что Сэнди постоянно ходит в туалет. Сэнди посещает уролога, который диагностирует у него проблему с простатой. Фиби предлагает остаться с отцом на длительный период, но почти сразу Норман осознает всю серьезность проблемы наркомании дочери. Сэнди слышит разговор Нормана с самим собой, считающего, что он общается с Айлин. |            |                                                                     |                     |                                          |                |
| 4 | 4          | «Глава 4. Кегель скрипит» «Chapter 4: A Kegel Squeaks»              | Бет Маккарти-Миллер | Чак Лорри, Эл Хиггинс и Дэвид Джавербаум | 16 ноября 2018 |
| Студенты Лиза и Лейн разыгрывают сцену из фильма «Кошка на раскалённой крыше», и Сэнди дает блестящую. оценку работы Лейна. Сэнди пытается узнать результаты своей биопсии. Выходки Фиби заставляют Нормана принять решительные меры и выгнать дочь из дома. Лейн узнает, что Сэнди встречается с урологом и предлагает свою поддержку, обещая посылать своему педагогу лучи исцеления. Обидев Лизу, Сэнди вынужден в одиночестве проводить вечер субботы в баре. Сэнди и Норман делают упражнения Кегеля. |            |                                                                     |                     |                                          |                |
| 5 | 5          | «Глава 5. Агент подлизывается» «Chapter 5: An Agent Crowns»         | Бет Маккарти-Миллер | Чак Лорри                                | 16 ноября 2018 |
| Сэнди узнаёт результаты биопсии, выявившей у него малоактивные раковые клетки. Норман после двухлетнего перерыва возвращается к работе в своем агентстве талантов, и одним из его приоритетов является поиск роли для Сэнди. В отсутствие Сэнди Минди проводит занятия для студентов актёрской студии. Сэнди предлагает Лизе перевести их отношения на новый уровень, и они становятся любовниками. Эллиот Гулд делится с Норманом своим сценарием. Норман сообщает Сэнди, что Фиби попала в больницу после передоза. |            |                                                                     |                     |                                          |                |
| 6 | 6          | «Глава 6. Дочь лечится» «Chapter 6: A Daughter Detoxes»             | Энди Теннант        | Чак Лорри, Эл Хиггинс и Дэвид Джавербаум | 16 ноября 2018 |
| Сэнди и Норман отвозят Фиби на машине в реабилитационный центр для наркоманов. Минди из письма налогового управления США становится известно, что Сэнди не платил налоги последние три года и его задолженность составляет 285 тысяч долларов, не считая процентов и пени. На обратном пути Сэнди и Норман останавливаются на ночлег в индейском казино Pechanga. Опасаясь за состояние Нормана, которого посещают мысли о самоубийстве, Сэнди селится в одном номере с ним. Ночью он обнаруживает пропажу Нормана, но вскоре находит его в баре в компании певца Эдди Мани. Лиза сообщает Сэнди в телефонном разговоре, что бросает его. Во время остановки Сэнди наслаждается вкусом чуррос, в то время как Норман покупает себе дерево бонсай. Они приходят к выводу, что стоит ещё немножко пожить.                                             |            |                                                                     |                     |                                          |                |
| 7 | 7          | «Глава 7. Обязательство гнетёт» «Chapter 7: A String Is Attached»   | Дональд Петри       | Чак Лорри, Эл Хиггинс и Дэвид Джавербаум | 16 ноября 2018 |
| Сэнди пытается одолжить 300 000 долларов у Нормана, чтобы заплатить налоги, однако его агент не идёт на сделку, понимая, что Сэнди не сможет вернуть деньги, и это разрушит их дружбу. Сэнди приходит в налоговое управление, и инспектор для уплаты долга предлагает продать здание актёрской студии. Норман после воображаемого диалога с покойной женой решает подарить Сэнди деньги безо всяких обязательств, однако Сэнди из гордости отказывается от такого предложения. В поисках утешения Сэнди приезжает домой к Лизе и просит прощения за свое поведение. Минди устраивает встречу Сэнди и Нормана, который в конечном итоге выписывает чек для налоговой. Прослушав монолог студентки из пьесы «Кто боится Вирджинии Вулф?», Сэнди приходит к выводу, что не ценит людей. В знак благодарности он решает переписать студию на свою дочь. |            |                                                                     |                     |                                          |                |
| 8 | 8          | «Глава 8. Вдова интересуется» «Chapter 8: A Widow Approaches»       | Энди Теннант        | Чак Лорри, Эл Хиггинс и Дэвид Джавербаум | 16 ноября 2018 |
| Норман обедает вместе с Дайан, муж которой умер 10 лет назад. Они посещают мероприятие по сбору средств для благотворительного фонда по борьбе с болезнью Паркинсона, куда также приходят Сэнди и Лиза, которые снова стали парой. Во время ужина Норман срывается и оскорбляет Дайан, после чего у него начинается помрачение рассудка. Сэнди просит Лизу помочь решить этическую проблему, и она с легкостью заявляет, что в дальнейшей намерена продолжить быть его студенткой, но не любовницей. После того, как Сэнди получает странный звонок от Нормана из телефона-автомата, он разыскивает и поддерживает своего друга, в том числе раскрывает ему секрет «метода Комински». |            |                                                                     |                     |                                          |                |

### Сезон 2 (2019)
| № общий | № в сезоне | Название                                                                                   | Режиссёр            | Автор сценария         | Дата премьеры   |
| --- | ---------- | ------------------------------------------------------------------------------------------ | ------------------- | ---------------------- | --------------- |
| 9 | 1          | «Глава 9. Актёр забывает» «Chapter 9. An Actor Forgets»                                    | Энди Теннант        | Чак Лорри              | 25 октября 2019 |
| Сэнди навещает Нормана и становится свидетелем его следующей фазы скорби по Айлин. На похоронах старого друга Норман встречает Маделин, женщину из своего прошлого. В студии Минди сообщает Сэнди, что встречается с мужчиной примерно его возраста. Сэнди рассказывает своему классу горькую правду об актёрской профессии. Норман начинает ухаживать за Маделин, но продолжает видеть Айлин. Сэнди сталкивается в супермаркете со своей ученицей Лизой. |            |                                                                                            |                     |                        |                 |
| 10 | 2          | «Глава 10. Старое пламя, старый фитиль» «Chapter 10. An Old Flame, an Old Wick»            | Бет Маккарти-Миллер | Чак Лорри              | 25 октября 2019 |
| Сэнди звонит своей бывшей жене, чтобы обсудить престарелого бойфренда Минди Мартина. Норман катается верхом на лошадях с Маделин, после чего отправляется к ней в гости. Минди приглашает Сэнди на ужин, чтобы наконец-то познакомиться с Мартином, но Минди крайне недовольна тем, что Мартин и Сэнди нашли общий язык. Норман ужинает с Маделин, после чего в панике звонит Сэнди, опасаясь интимной близости с Маделин. |            |                                                                                            |                     |                        |                 |
| 11 | 3          | «Глава 11. Странная парочка» «Chapter 11. An Odd Couple Occurs»                            | Энди Теннант        | Чак Лорри              | 25 октября 2019 |
| Сэнди наконец-то удаётся добиться прогресса с одной из своих студенток, Даршани. Минди злится на Сэнди за то, что он курил с Мартином марихуану. Норман очень доволен тем, как развиваются его отношения с Маделин. Он узнаёт, что Фиби возвращается домой из реабилитационной клиники. Мартин и Сэнди укрепляют дружеские отношения благодаря общим интересам. Норман скептически относится к тому, что Фиби избавилась от алкогольной и наркотической зависимости; это приводит к ссоре с Маделин. Сэнди звонит Лизе в приподнятом настроении. |            |                                                                                            |                     |                        |                 |
| 12 | 4          | «Глава 12. Либидо залежалось» «Chapter 12. A Libido Sits in the Fridge»                    | Бет Маккарти-Миллер | Чак Лорри              | 25 октября 2019 |
| Сэнди и Лиза выпивают в баре, и Лиза предлагает Сэнди дружбу без секса. Сэнди хвалит Даршани за её прорыв в актерском мастерстве, но отвергает попытки заигрывать с ним. Норман извиняется перед Фиби и Маделин за свой недавний приступ ярости: Фиби проявляет понимание, в то время как Маделин держится холодно. Сэнди и Лиза смотрят фильм, пьют вино и поедают попкорн. После того, как Лиза хочет заняться с ним сексом, Сэнди бежит к машине за сиалисом и привлекает к себе внимание полицейского патруля. Вернувшись домой, Сэнди обнаруживает, что Лиза вырубилась от выпитого алкоголя и укладывает её в постель. |            |                                                                                            |                     |                        |                 |
| 13 | 5          | «Глава 13. Шенкман увиливает» «Chapter 13. A Shenckman Equivocates»                        | Энди Теннант        | Чак Лорри              | 25 октября 2019 |
| Официант Алекс дает Норману написанный им сценарий ситкома, спрашивая, не заинтересует ли его производство сериала. Сэнди приводит Мартина на обед, чтобы познакомить с Норманом, у которого затем происходит сердечный приступ. Сэнди навещает Мартина в больнице, чтобы приободрить его. Услышав новость о Мартине, Лиза просит Сэнди пройти медицинское обследование. После множества анализов и тестов Сэнди узнаёт от доктора Шенкмана плохую новость — у него начальная стадия рака лёгких. Сэнди признаётся Норману в проблемах со здоровьем и решает, что этот секрет должен остаться между ними. |            |                                                                                            |                     |                        |                 |
| 14 | 6          | «Глава 14. Секрет раскрыт, учитель говорит» «Chapter 14. A Secret Leaks, a Teacher Speaks» | Бет Маккарти-Миллер | Чак Лорри              | 25 октября 2019 |
| Норман сопровождает Сэнди в клинике во время лечения, где Сэнди замечает один из его студентов-актеров. По дороге домой Норман предлагает Сэнди рассказать Минди о своём диагнозе. За ужином Маделин рассказывает Норману о бывшем муже, и Норман соглашается пойти с ней на компромисс. Перед началом занятий Сэнди узнает, что у него появился новый студент — Мартин. Норман вместе с Маделин приходит в кафе к Фиби. После сцены из ситкома «Два с половиной человека», разыгранной двумя его студентами, Сэнди объясняет аудитории принципы комедии, а затем просит Мартина рассказать со сцену историю свой жизни. |            |                                                                                            |                     |                        |                 |
| 15 | 7          | «Глава 15. Рукоблудие прощено» «Chapter 15. A Hand Job Is Forgiven»                        | Энди Теннант        | Чак Лорри и Эл Хиггинс | 25 октября 2019 |
| Сэнди начинает новый курс лечения, но внезапно теряет сознание. Норман и Фиби навещают могилу Эйлин, чтобы Фиби могла загладить свою вину перед матерью. Она также раскаивается перед отцом в своих проступках. Обеспокоенные Минди и Мартин навещают Сэнди, который предстаёт перед ними в окровавленном виде. Сэнди помогает Маргарет изобразить перед классом сцену из фильма «Сомнение». Лиза приходит к Сэнди на ужин, после которого он вновь теряет сознание и попадает в больницу. Лиза узнаёт о болезни Сэнди и упрекает его за сокрытие правды. |            |                                                                                            |                     |                        |                 |
| 16 | 8          | «Глава 16. Появление тэтана» «Chapter 16. A Thetan Arrives»                                | Бет Маккарти-Миллер | Чак Лорри и Эл Хиггинс | 25 октября 2019 |
| Норман предлагает Сэнди жить с ним, пока он идёт на поправку. В гости к Норману приезжает его внук Робби, покинувший секту сайентологов. Минди информирует Сэнди о своих планах задействовать на занятиях в актёрской студии новых преподавателей. Сэнди узнаёт от Лизы, что она продает дом в Лос-Анджелесе, и в попытке удержать её рядом с собой предлагает пожениться. В студии Сэнди конфликтует с приглашённой актрисой Эллисон Дженни по поводу её подхода к преподаванию актёрского мастерства. Робби знакомит Нормана с ключевыми понятиями сайентологии. Оставшись без чьей-либо поддержки, Сэнди приходит к Норману и обнаруживает, что Робби украл у сайентологов выше миллиона долларов. Норман рассчитывает вернуть эти деньги с помощью Тома Круза. |            |                                                                                            |                     |                        |                 |

### Сезон 3 (2021)
| № общий | № в сезоне | Название                                                                                              | Режиссёр            | Автор сценария | Дата премьеры |
| ------- | ---------- | --- | ------------------- | -------------- | ------------- |
| 17      | 1          | «Глава 17. Во всех давно знакомых местах» «Chapter 17. In All the Old Familiar Places»                | Чак Лорри           | Чак Лорри      | 28 мая 2021   |
| 18      | 2          | «Глава 18. Мне достается только юмор» «Chapter 18. You Only Give Me Your Funny Paper»                 | Энди Теннант        | Чак Лорри      | 28 мая 2021   |
| 19      | 3          | «Глава 19. Ситуация становится все более нелепой» «Chapter 19. And It's Getting More and More Absurd» | Энди Теннант        | Чак Лорри      | 28 мая 2021   |
| 20      | 4          | «Глава 20. Круглые носки высоких ботинок» «Chapter 20. The Round Toes, of the High Shoes»             | Бет Маккарти-Миллер | Чак Лорри      | 28 мая 2021   |
| 21      | 5          | «Глава 21. Неважно, где ты» «Сhapter 21. Near, Far, Wherever You Are»                                 | Энди Теннант        | Чак Лорри      | 28 мая 2021   |
| 22      | 6          | «Глава 22. Действуют фундаментальные законы» «Сhapter 22. The Fundamental Things Apply»               | Энди Теннант        | Чак Лорри      | 28 мая 2021   |

## Производство

### Разработка
17 января 2019 года было объявлено о продлении сериала на второй сезон, премьера которого состоялась 25 октября 2019 года. 2 июле 2020 года Netflix продлил сериал на третий и последний сезон, который был выпущен 28 мая 2021 года.

## Награды и номинации
На 76-й церемонии вручения премий «Золотой глобус» первый сезон сериала одержал победу в двух номинациях — «Лучший телевизионный сериал — комедия или мюзикл» и «Лучшая мужская роль в телевизионном сериале — комедия или мюзикл» (Майкл Дуглас).
| Год                                                   | Премия                                                                      | Категория                                                                              | Номинант(ы) | Результат | П.     |
| ----------------------------------------------------- | --------------------------------------------------------------------------- | -------------------------------------------------------------------------------------- | --- | --------- | ------ |
| 2018                                                  | Премия Американского института киноискусства                                | 10 лучших телевизионных программ                                                       | Метод Комински | Победа    | [ 6 ]  |
| 2019                                                  | Золотой глобус                                                              | Лучший телевизионный сериал — комедия или мюзикл                                       | Метод Комински | Победа    | [ 7 ]  |
| 2019                                                  | Золотой глобус                                                              | Лучший актёр в телевизионном сериале — комедия или мюзикл                              | Майкл Дуглас | Победа    | [ 7 ]  |
| 2019                                                  | Золотой глобус                                                              | Лучший актёр второго плана — мини-сериал, телесериал или телефильм                     | Алан Аркин | Номинация | [ 7 ]  |
| 2019                                                  | Выбор телевизионных критиков                                                | Лучший комедийный сериал                                                               | Метод Комински | Номинация | [ 8 ]  |
| 2019                                                  | Выбор телевизионных критиков                                                | Лучшая мужская роль в комедийном сериале                                               | Майкл Дуглас | Номинация | [ 8 ]  |
| 2019                                                  | Премия Гильдии киноактёров США                                              | Лучший актёрский состав в комедийном сериале                                           | Дженна Линг Адамс, Алан Аркин, Сара Бейкер, Кейси Томас Браун, Майкл Дуглас, Эшли Лэтроп, Эмили Осмент, Грэм Роджерс, Сьюзан Салливан, Мелисса Танг и Нэнси Трэвис | Номинация | [ 9 ]  |
| 2019                                                  | Премия Гильдии киноактёров США                                              | Лучшая мужская роль в комедийном сериале                                               | Алан Аркин | Номинация | [ 9 ]  |
| 2019                                                  | Премия Гильдии киноактёров США                                              | Лучшая мужская роль в комедийном сериале                                               | Майкл Дуглас | Номинация | [ 9 ]  |
| 2019                                                  | «Эмми»                                                                      | Лучший актёр в комедийном телесериале                                                  | Майкл Дуглас (за эпизод "Глава 1. Актёр избегает") | Номинация | [ 10 ] |
| 2019                                                  | «Эмми»                                                                      | Лучший актёр второго плана в комедийном телесериале                                    | Алан Аркин (за эпизод "Глава 2. Агент горюет") | Номинация | [ 10 ] |
| 2019                                                  | «Прайм-таймовая творческая премия «Эмми»»                                   | Лучшее сведение звука в комедии, драме (получасовые программы) или анимации            | Юри Риз, Билл Смит и Майкл Хоффман (за эпизод "Глава 1. Актёр избегает")                                                                                           | Номинация | [ 10 ] |
| 2019                                                  | «Спутник»                                                                   | Премия «Спутник» за лучший телевизионный сериал — комедия или мюзикл                   | Метод Комински | Номинация | [ 11 ] |
| 2019                                                  | «Спутник»                                                                   | Лучший актёр в телевизионном сериале — комедия или мюзикл                              | Майкл Дуглас | Номинация | [ 11 ] |
| 2019                                                  | «Спутник»                                                                   | Лучший актёр второго плана — мини-сериал, телесериал или телефильм                     | Алан Аркин | Номинация | [ 11 ] |
| 2020                                                  | Золотой глобус                                                              | Лучший телевизионный сериал — комедия или мюзикл                                       | Метод Комински | Номинация | [ 12 ] |
| 2020                                                  | Золотой глобус                                                              | Лучший актёр в телевизионном сериале — комедия или мюзикл                              | Майкл Дуглас | Номинация | [ 12 ] |
| 2020                                                  | Золотой глобус                                                              | Лучший актёр второго плана — мини-сериал, телесериал или телефильм                     | Алан Аркин | Номинация | [ 12 ] |
| 2020                                                  | Премия Гильдии киноактёров США                                              | Лучший актёрский состав в комедийном сериале                                           | Дженна Линг Адамс, Алан Аркин, Сара Бейкер, Кейси Томас Браун, Майкл Дуглас, Лиза Эдельштейн, Пол Райзер, Грэм Роджерс, Джейн Сеймур, Мелисса Танг и Нэнси Трэвис  | Номинация | [ 13 ] |
| 2020                                                  | Премия Гильдии киноактёров США                                              | Лучшая мужская роль в комедийном сериале                                               | Алан Аркин | Номинация | [ 13 ] |
| 2020                                                  | Премия Гильдии киноактёров США                                              | Лучшая мужская роль в комедийном сериале                                               | Майкл Дуглас | Номинация | [ 13 ] |
| 2020                                                  | «Эмми»                                                                      | Лучший комедийный сериал                                                               | Чак Лорри, Эл Хиггинс, Майкл Дуглас, Энди Теннант, Бет Маккарти-Миллер и Марлис Пужоль                                                                             | Номинация | [ 10 ] |
| 2020                                                  | «Эмми»                                                                      | Лучший актёр в комедийном телесериале                                                  | Майкл Дуглас (за эпизод "Глава 12. Либидо залежалось") | Номинация | [ 10 ] |
| 2020                                                  | «Эмми»                                                                      | Лучший актёр второго плана в комедийном телесериале                                    | Алан Аркин (за эпизод "Глава 14. Секрет раскрыт, учитель говорит")                                                                                                 | Номинация | [ 10 ] |
| 2021                                                  |                                                                             |                                                                                        | |           |        |
| Телевизионная премия Ассоциации голливудских критиков | Лучший актёр в стриминговом сериале (комедия)                               | Майкл Дуглас                                                                           | Номинация | [ 14 ]    |        |
| Телевизионная премия Ассоциации голливудских критиков | Лучшая актриса второго плана в стриминговом сериале (комедия)               | Кэтлин Тёрнер                                                                          | Номинация | [ 14 ]    |        |
| «Эмми»                                                | Лучший комедийный сериал                                                    | Чак Лорри, Эл Хиггинс, Майкл Дуглас, Энди Теннант, Бет Маккарти-Миллер и Марлис Пуджол | Номинация | [ 10 ]    |        |
| «Эмми»                                                | Лучший актёр в комедийном телесериале                                       | Майкл Дуглас (за эпизод "Глава 20. Круглые носки высоких ботинок")                     | Номинация | [ 10 ]    |        |
| «Эмми»                                                | Лучший актёр второго плана в комедийном телесериале                         | Пол Райзер (за эпизод "Глава 18. Мне достается только юмор")                           | Номинация | [ 10 ]    |        |
| «Прайм-таймовая творческая премия «Эмми»»             | Лучший приглашённый актёр в комедийном телесериале                          | Морган Фримен (за эпизод "Глава 20. Круглые носки высоких ботинок")                    | Номинация | [ 10 ]    |        |
| «Прайм-таймовая творческая премия «Эмми»»             | Лучший кастинг комедийного телесериала                                      | Никки Валко, Кен Миллер и Тара Трейси                                                  | Номинация | [ 10 ]    |        |
| «Прайм-таймовая творческая премия «Эмми»»             | Лучшее сведение звука в комедии, драме (получасовые программы) или анимации | Юрий Риз, Шон Мэдсен и Брайан Уиттл (за эпизод "Глава 21. Неважно, где ты")            | Номинация | [ 10 ]    |        |